# Atthakatha
Atthakatha en pali significa exposició del significat, explicació o comentari; es refereix al conjunt de comentaris theravades del Cànon Pali.
Aquests comentaris es basen en les interpretacions tradicionals de les escriptures. Els comentaris principals es basen en comentaris més antics avui dia perduts, en singalès antic, que foren escrits en la mateixa època que el Cànon Pali, segle i aC. Alguna cosa del material dels comentaris es troba en texts canònics d'altres escoles budistes, la qual cosa suggereix una font comuna més antiga.
Així com amb el Cànon Pali, el contingut d'aquests comentaris, compilats a partir del segle iv, varien segons l'edició de què es tracti.
La col·lecció més breu, que es troba a l'edició Thai (1992) inclou els següents:
- Dotze comentaris atribuïts a Buddhaghosa: comentari sobre el Vinaya-pitaka i un comentari sobre cadascun dels textos Digha Nikaya, Majjhima Nikaya, Samyutta Nikaya i Anguttara Nikaya, quatre sobre els llibres Khuddaka Nikaya i tres sobre l'Abhidhamma-pitaka.
- Comentaris de dharmapala sobre set llibres del Khuddaka Nikaya.
- Quatre comentaris de diversos autors sobre uns altres quatre llibres del Khuddaka Nikaya. A més a més, els següents estan inclosos en una o ambdues d'aquestes edicions: l'edició burmesa Chatthasangayana i l'edició singalesa Simon Hewavitarne Bequest.
- Visuddhimagga de Buddhaghosa, una presentació sistemàtica de l'ensenyament tradicional; els comentaris en els primers quatre nikayes es refereixen a aquest quant al material que analitzen.
- El Patimokkha i el seu comentari Kankhavitarani, refereix al Buddhaghosa.
- Comentari per Dhammapala sobre el Nettipakarana, un treball que de vegades s'inclou en el Cànon Vinayasangaha, una selecció de passatges del Samantapasadika ordenats per tòpic per Sariputta al segle xii.